# Bizkaia Arena
 (avril 2025).
Si vous disposez d'ouvrages ou d'articles de référence ou si vous connaissez des sites web de qualité traitant du thème abordé ici, merci de compléter l'article en donnant les références utiles à sa vérifiabilité et en les liant à la section « Notes et références ».
La Bizkaia Arena est une salle omnisports et multifonctionnelle à Barakaldo en Espagne. La salle fait partie du Bilbao Exhibition Centre.

## Événements
- Supercoupe d'Espagne de basket-ball 2007
- Coupe du Roi de basket-ball 2010
- Coupe du monde de basket-ball masculin 2014
- Concert de Rihanna dans le cadre de sa tournée Diamonds World Tour le 26 mai 2013
- Concert de Alejandro Sanz le 16 juillet 2022